# Augusto Filippo di Schleswig-Holstein-Sonderburg-Beck
Augusto Filippo di Schleswig-Holstein-Sonderburg-Augustenburg (Sønderborg, 11 novembre 1612 – Löhne, 6 maggio 1675) è stato un principe tedesco-danese membro del casato degli Oldenburg. Dopo aver acquistato la proprietà di Beck in Vestfalia nel 1646, assunse il titolo di duca di Schleswig-Holstein-Sonderburg-Beck.

## Biografia
Augusto Filippo nacque nel 1612 a Sonderburg nel ducato di Schleswig (attuale Sønderborg in Danimarca) come quinto dei figli maschi del duca Alessandro di Schleswig-Holstein-Sonderburg e della contessa Dorotea di Schwarzburg-Sondershausen. Nel 1633, all'età di 21 anni, emigrò in Germania.
Si sposò tre volte. Sposò la prima moglie, Clara di Oldenburg (19 aprile 1606 - 19 gennaio 1647), figlia del conte Antonio II di Oldenburg-Delmenhorst, il 15 gennaio 1645, da cui non ebbe figli. Morta costei sposò la sorella, Sidonia di Oldenburg (10 giugno 1611-1650) nel giugno del 1649. In precedenza, Sidonia era stata badessa di Herford Abbey (1640-1649). Morì poco dopo la nascita della figlia:
- Sofia Luisa (15 aprile 1650 - 6 dicembre 1714) ∞ conte Federico di Lippe-Brake (10 luglio 1638 - 13 gennaio 1684), figlio del primo conte di Lippe-Brake

Sposò la terza moglie, Maria Sibilla di Nassau-Saarbrücken (6 ottobre 1628 - 9 aprile 1699), figlia di Guglielmo Luigi di Nassau-Saarbrücken, il 12 aprile 1651. Da questo matrimonio nacquero i seguenti figli:
- Augusto (1652 – 1689), generale maggiore brandeburghese, sposò la contessa Edvige Luisa di Lippe-Alverdissen (1650 – 1731), figlia di Filippo I
- Federico Luigi (1653–1728), sposò la duchessa Luisa Carlotta di Schleswig-Holstein-Sonderburg-Augustenburg (1658–1740)
- Dorotea Amalia (1656 - 1739) ∞ Filippo Ernesto I di Lippe-Alverdissen (1659–1723), figlio di Filippo I.
- Sofia Elisabetta (1658–1724)
- Guglielmina Augusta (nata e morta l'11 aprile 1659)
- Luisa Clara (1662-1729) suora a Rinteln)
- Sofia Eleonora (1663-1744)
- Massimiliano Gugliemlmo (1663 - 1692)
- Antonio Günther (1666 - 1744), generale olandese, Governatore di Lille (Rijsel) e Ieper (Ypres), dal 1733 di ’s-Hertogenbosch
- Ernesto Casimiro (1668 - 1695), sposò la baronessa Maria Christine von Prösing zum Stein († 8 marzo 1696)
- Carlo Gustavo (*/† 16 febbraio 1672)

Augusto Filippo morì a Beck, gli successe come duca prima il figlio maggiore, Augusto, e poi il secondo figlio maschio, Federico Luigi.

## Ascendenza
|                                                       |                           |                                           | Genitori                          |  |  | Nonni |  |  | Bisnonni                   |  |  | Trisnonni               |  |
|                                                       |                           |                                           |                                   |  |  |       |  |  | Cristiano III di Danimarca |  |  | Federico I di Danimarca |  |
|                                                       |                           |                                           |                                   |  |  |       |  |  | Cristiano III di Danimarca |  |  | Federico I di Danimarca |  |
|                                                       |                           | Anna del Brandeburgo                      |                                   |  |  |       |  |  | Cristiano III di Danimarca |  |  |                         |  |
| Giovanni di Schleswig-Holstein-Sonderburg             |                           |                                           |                                   |  |  |       |  |  | Cristiano III di Danimarca |  |  |                         |  |
|                                                       |                           | Dorotea di Sassonia-Lauenburg             | Magnus I di Sassonia-Lauenburg    |  |  |       |  |  |                            |  |  |                         |  |
|                                                       |                           | Dorotea di Sassonia-Lauenburg             | Magnus I di Sassonia-Lauenburg    |  |  |       |  |  |                            |  |  |                         |  |
|                                                       |                           | Dorotea di Sassonia-Lauenburg             | Caterina di Braunschweig-Lüneburg |  |  |       |  |  |                            |  |  |                         |  |
| Alessandro di Schleswig-Holstein-Sonderburg           |                           | Dorotea di Sassonia-Lauenburg             |                                   |  |  |       |  |  |                            |  |  |                         |  |
|                                                       |                           | Ernesto III di Brunswick-Grubenhagen      | …                                 |  |  |       |  |  |                            |  |  |                         |  |
|                                                       |                           | Ernesto III di Brunswick-Grubenhagen      | …                                 |  |  |       |  |  |                            |  |  |                         |  |
|                                                       |                           | Ernesto III di Brunswick-Grubenhagen      | …                                 |  |  |       |  |  |                            |  |  |                         |  |
| Elisabetta di Brunswick-Grubenhagen                   |                           | Ernesto III di Brunswick-Grubenhagen      |                                   |  |  |       |  |  |                            |  |  |                         |  |
|                                                       |                           | Margherita di Pomerania-Wolgast           | …                                 |  |  |       |  |  |                            |  |  |                         |  |
|                                                       |                           | Margherita di Pomerania-Wolgast           | …                                 |  |  |       |  |  |                            |  |  |                         |  |
|                                                       |                           | Margherita di Pomerania-Wolgast           | …                                 |  |  |       |  |  |                            |  |  |                         |  |
| Augusto Filippo di Schleswig-Holstein-Sonderburg-Beck |                           | Margherita di Pomerania-Wolgast           |                                   |  |  |       |  |  |                            |  |  |                         |  |
|                                                       | Günther XL di Schwarzburg | Enrico XXXI di Schwarzburg-Blankenburg    |                                   |  |  |       |  |  |                            |  |  |                         |  |
|                                                       | Günther XL di Schwarzburg | Enrico XXXI di Schwarzburg-Blankenburg    |                                   |  |  |       |  |  |                            |  |  |                         |  |
|                                                       | Günther XL di Schwarzburg | Maddalena di Hohnstein                    |                                   |  |  |       |  |  |                            |  |  |                         |  |
| Giovanni Günther I di Schwarzburg-Sondershausen       | Günther XL di Schwarzburg |                                           |                                   |  |  |       |  |  |                            |  |  |                         |  |
|                                                       |                           | Elisabetta di Isenburg-Büdingen-Ronneburg | Filippo di Isenburg-Ronneburg     |  |  |       |  |  |                            |  |  |                         |  |
|                                                       |                           | Elisabetta di Isenburg-Büdingen-Ronneburg | Filippo di Isenburg-Ronneburg     |  |  |       |  |  |                            |  |  |                         |  |
|                                                       |                           | Elisabetta di Isenburg-Büdingen-Ronneburg | …                                 |  |  |       |  |  |                            |  |  |                         |  |
| Dorotea di Schwarzburg-Sondershausen                  |                           | Elisabetta di Isenburg-Büdingen-Ronneburg |                                   |  |  |       |  |  |                            |  |  |                         |  |
|                                                       |                           | Antonio I di Oldenburg                    | Giovanni V di Oldenburg           |  |  |       |  |  |                            |  |  |                         |  |
|                                                       |                           | Antonio I di Oldenburg                    | Giovanni V di Oldenburg           |  |  |       |  |  |                            |  |  |                         |  |
|                                                       |                           | Antonio I di Oldenburg                    | Anna di Anhalt-Zerbst             |  |  |       |  |  |                            |  |  |                         |  |
| Anna di Oldenburg-Delmenhorst                         |                           | Antonio I di Oldenburg                    |                                   |  |  |       |  |  |                            |  |  |                         |  |
|                                                       |                           | Sofia di Sassonia-Lauenburg               | Magnus I di Sassonia-Lauenburg    |  |  |       |  |  |                            |  |  |                         |  |
|                                                       |                           | Sofia di Sassonia-Lauenburg               | Magnus I di Sassonia-Lauenburg    |  |  |       |  |  |                            |  |  |                         |  |
|                                                       |                           | Sofia di Sassonia-Lauenburg               | Caterina di Braunschweig-Lüneburg |  |  |       |  |  |                            |  |  |                         |  |
|                                                       |                           | Sofia di Sassonia-Lauenburg               |                                   |  |  |       |  |  |                            |  |  |                         |  |

## Fonti
- (DA) Articolo, su runeberg.org.